# William Wheaton
William Rufus Wheaton (7 de maio de 1814 — 11 de setembro de 1888) foi um advogado e político americano. Ele também foi um pioneiro do beisebol.

## Vida pessoal
Wheaton nasceu em Nova Iorque em 7 de maio de 1814. Ele exerceu a advocacia em Nova Iorque durante as décadas de 1830 e 1840.
Wheaton casou-se com Elizabeth A. Jennings em 1837. O casal teve sete filhos. O filho deles, George Henry Wheaton, serviu na Guerra de Secessão e alcançou o posto de major.

## Gotham e Knickerbocker Base Ball Clubs
Durante seu tempo livre, William Wheaton jogava beisebol (como era chamado em seus anos de desenvolvimento). Ele foi membro fundador e vice-presidente do Knickerbocker Base Ball Club em 1845. Ele serviu no Comitê de Estatutos com William H. Tucker e ajudou a redigir o primeiro conjunto formal de regras do jogo, que foi adotado em setembro de 1845. Wheaton também serviu como um dos primeiros árbitros do esporte.
Em 1887, Wheaton deu uma entrevista ao The San Francisco Daily Examiner, descrevendo os primeiros dias do beisebol em Nova Iorque. Ele lembrou que:
Não jogávamos exibições ou partidas, mas muitas vezes nossas famílias apareciam e assistiam com muito prazer. Então jantávamos no meio do dia, e duas vezes por semana passávamos a tarde inteira jogando bola. Éramos todos homens maduros e com negócios, mas não tínhamos muito disso como eles hoje em dia. Não havia aquela pressa e preocupação tão características da Nova Iorque atual. Aproveitamos a vida e não nos desgastamos tão rápido.
Wheaton também afirmou ter elaborado o primeiro código de regras escrito para o Gotham Base Ball Club em 1837.
De acordo com o autor Peter J. Nash, um forte argumento pode ser feito de que Wheaton é digno de consagração no Salão da Fama do Beisebol. Paul Dickson afirma que Wheaton está entre um grupo de homens que poderiam ser chamados de "Pai do Beisebol"; esta também é a opinião declarada do historiador oficial da Major League Baseball, John Thorn.

## Califórnia
Em 1849, Wheaton navegou para São Francisco, Califórnia, com uma mineradora. O empreendimento de mineração não durou muito e Wheaton logo começou a exercer a advocacia novamente.
Wheaton também estava envolvido na política local. Ele foi eleito Assessor da Cidade e do Condado em 1861 e 1863. Ele serviu na Assembleia do Estado da Califórnia em 1862 e 1871. Em 1876, foi nomeado pelo presidente dos Estados Unidos, Ulysses S. Grant, o Registro do Escritório Geral de Terras dos Estados Unidos, função na qual serviu até 1886.
Wheaton morreu em 11 de setembro de 1888, aos 74 anos.